# オルティゲイラ
オルティゲイラ（Ortigueira）は、スペイン・ガリシア州ア・コルーニャ県のムニシピオ（基礎自治体）。コマルカ・ド・オルテガルに属する。ガリシア統計局によると、2011年の人口は6,956人（2010年：6,871人、2006年：7,376人、2005年：7,697人、2004年：7,830人、2003年：8,022人）である。住民呼称はortigueirés/-esa、あるいは男女同形のurticariense。
ガリシア語話者の自治体住民に占める割合は87.60％（2001年）。

## 地理
オルティゲイラはア・コルーニャ県の北東部に位置し、コマルカ・ド・オルテガルに属する。北は大西洋のリア・デ・オルティゲイラに面し、カリーニョと、東はマニョンと、南はアス・ポンテス・デ・ガルシーア・ロドリゲスとアス・ソモーサスと、西はセルディードとセデイラの各自治体と隣接、自治体中心地区はオルティゲイラ教区のオルティゲイラ地区。
オルティゲイラはオルティゲイラ司法管轄区に属し、同管轄区の中心自治体である。メラ川とバレオ川の河口にあたるリア・デ・オルティゲイラはラムサール条約登録地でもある。

### 人口
| オルティゲイラの人口推移 1900－2010                     |
|                                                         |
| 出典:INE（スペイン国立統計局）1900年 - 1991年、1996年 - |

## 政治
自治体首長はガリシア国民党（PPdeG）のラファエル・ホセ・ヒロン・マルティネス（Rafael José Girón Martínez）、自治体評議員はガリシア国民党：7、ガリシア社会党（PSdeG-PSOE）：6となっている（2011年5月22日の自治体選挙結果、得票順）。
| 1999年6月13日自治体選挙 |        |        |          |
| 政党                    | 得票数 | 得票率 | 獲得議席 |
| PPdeG                   | 3,961  | 69.83% | 10       |
| BNG                     | 862    | 15.20% | 2        |
| PSdeG-PSOE              | 631    | 11.12% | 1        |
| DG                      | 167    | 2.94%  | 0        |

| 2003年5月25日自治体選挙 |        |        |          |
| 政党                    | 得票数 | 得票率 | 獲得議席 |
| PPdeG                   | 3,442  | 65.64% | 9        |
| PSdeG-PSOE              | 1,049  | 20.00% | 3        |
| BNG                     | 666    | 12.70% | 1        |

| 2007年5月27日自治体選挙 |        |        |          |
| 政党                    | 得票数 | 得票率 | 獲得議席 |
| PPdeG                   | 3,010  | 58.25% | 8        |
| PSdeG-PSOE              | 1,063  | 20.57% | 3        |
| BNG                     | 723    | 13.99% | 2        |
| PIO                     | 320    | 6.19%  | 0        |

| 2011年5月22日自治体選挙 |        |        |          |
| 政党                    | 得票数 | 得票率 | 獲得議席 |
| PPdeG                   | 2,288  | 49.00% | 7        |
| PSdeG-PSOE              | 1,853  | 36.69% | 6        |
| BNG                     | 296    | 6.34%  | 0        |
| PDIO                    | 195    | 4.18%  | 0        |

## 文化
- ケルト国際フェスティバル（Festival Internacional do Mundo Celta、またはフェスティバル・デ・オルティゲイラ） - 1978年以来7月の第2週末に開催される、ケルト音楽フェスティバル。

### 史跡
- カストロ・ドス・プラードス（Castro dos Prados）
- フォルノ・ドス・モウロスのドルメン（Forno dos Mouros）

## 教区
オルティゲイラは22の教区に分けられている。太字は自治体中心地区のある教区。
- バルボス（サン・シュリアン）
- セルティゴス（サン・シュリアン）
- コウサドイロ（サン・クリストーボ）
- クイーニャ（サンティアーゴ）
- デベーソス（サン・セバスティアン）
- オ・エルモ（サン・シュリアン）
- エスパサンテ（サン・ショアン）
- オス・フレイレス（サン・パウロ）
- インスア（サン・ショアン）
- ラドリード（サンタ・エウラリア）
- ロイバ（サン・シュリアン）
- ルアーマ（サン・マルティーニョ）
- ルイーア（サンタ・マリーア）
- メーラ・デ・アバイショ（サンティアーゴ）
- メーラ・デ・アリーバ（サンタ・マリーア）
- オ・モステイロ（サン・ショアン）
- アス・ネーベス（サンタ・マリーア）
- オルティゲイラ（サンタ・マリーア）
- サン・クラウディオ（サンタ・マリーア）
- サン・サルバドール・デ・コウサドイロ（サン・サルバドール）

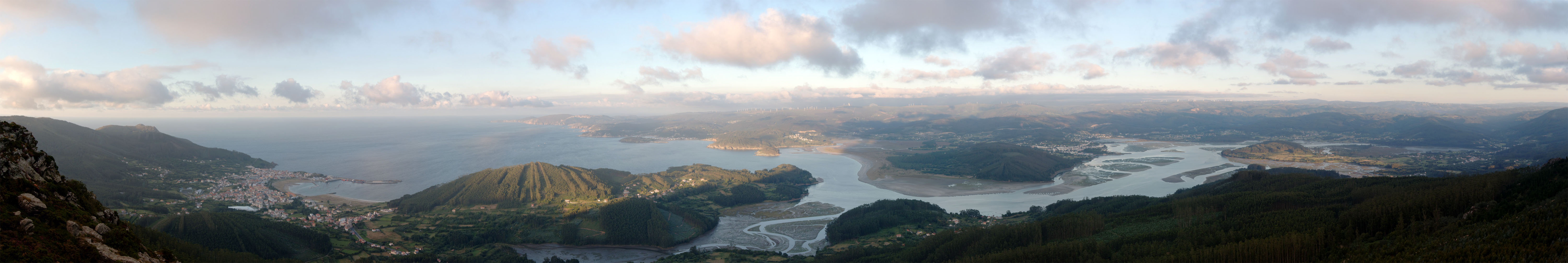
オルティゲイラの町（中央右）とリア

- センラ（サン・シュリアン）
- ベイガ（サント・アドラーオ）